# Ceratinopsis nitida
Ceratinopsis nitida är en spindelart som först beskrevs av Holm 1964.  Ceratinopsis nitida ingår i släktet Ceratinopsis och familjen täckvävarspindlar. Inga underarter finns listade i Catalogue of Life.